# Alfombra de Joshaghan
La alfombra de Joshaghan es un tipo de alfombra persa, que desde hace dos siglos conserva la misma decoración.

## Descripción
La decoración consiste en una serie de dibujos de igual tamaño representando flores, hojas y ramas floridas, todas estilizadas. El conjunto de cada dibujo forma un rombo, y todos están alineados para formar la decoración del campo. Las alfombras de Joshaghan presentan a veces un medallón romboidal en el centro, rodeado de una greca de color blanco.
El borde se compone de varias franjas estrechas enmarcando una ancha franja central decorada de flores y hojas.
El dibujo de las Joshaghan ha sido copiado a veces por los artesanos de Kashan.
- Datos: Q3515491